# Légende de Frei João da Cruz
Frei João da Cruz est une légende populaire de la municipalité de Melgaço dans le district de Viana do Castelo, au nord du Portugal. 

## Contexte historique

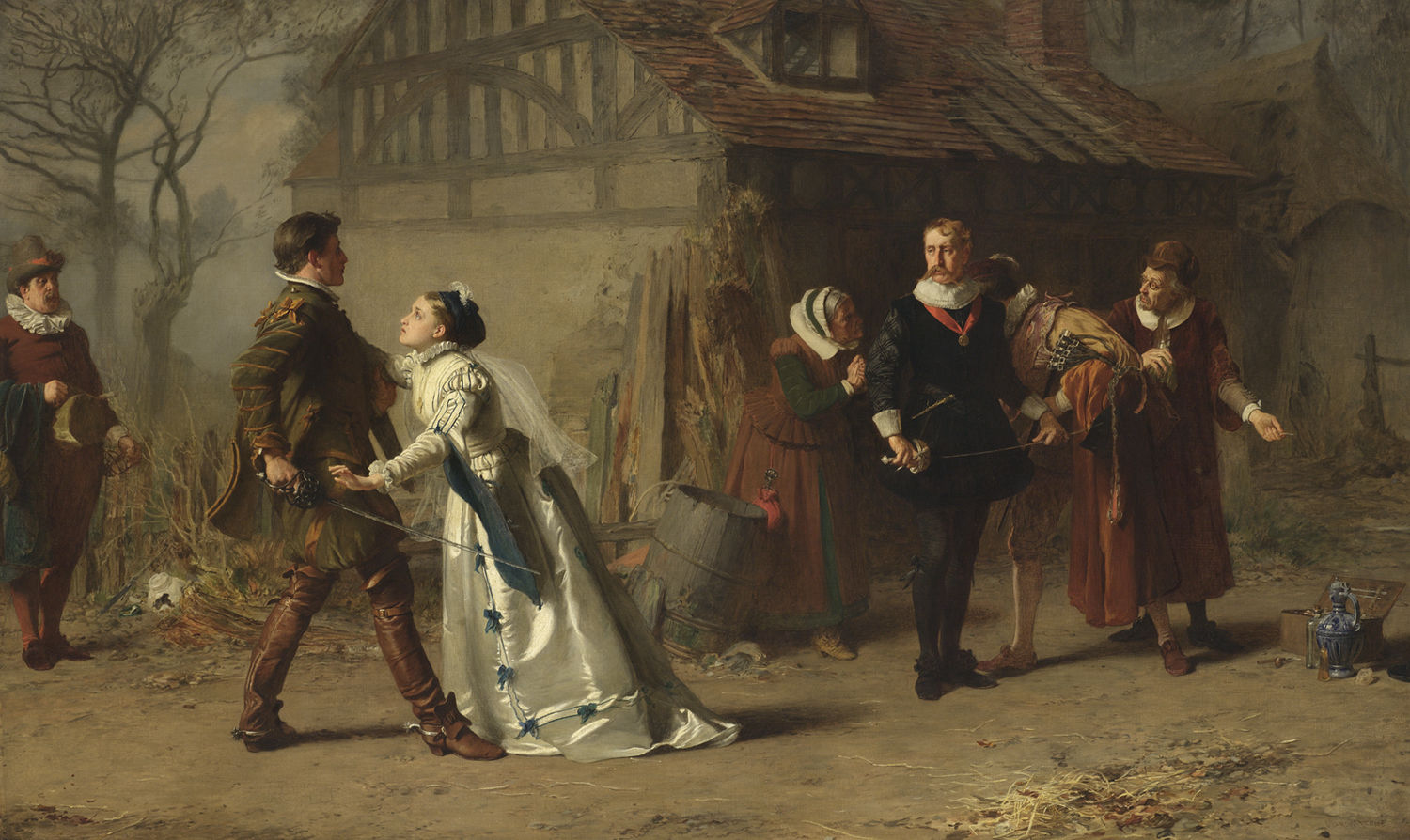
An Interrupted Duel (vers 1868 Royaume-Uni) par Marcus Stone (1840-1921)

Dans les terres de la frontière entre l'Espagne et le Portugal, même avant l'époque de la reconquête chrétienne, les histoires d'amour interdit étaient récurrentes, en raison d'anciens conflits, de conflits territoriaux, de différences de classe, de fortune ou même d'origine familiale. Certains ont réussi à avoir une fin heureuse en fuyant ou en brisant tous leurs obstacles, mais beaucoup se sont soldés par une tragédie, rencontrant la mort au travers de duels, de batailles en Afrique du Nord ou par le suicide lui-même, en plus de ceux qui ont choisi de vivre le reste de leur vie dans l'isolement des couvents ou des monastères d'innombrables ordres religieux, donnant lieu à d'innombrables légendes sur leurs identités et leurs vies passées. 
L'histoire et la tragédie de Frei João da Cruz sont donc dans cette dernière catégorie, racontées par les habitants de Melgaço encore à ce jour,. 
Malgré l'existence d'un prêtre sanctifié au XVIe siècle, fondateur des carmélites déchaussées, nommé João da Cruz, le protagoniste de cette histoire n'est pas lié à cette personnalité. 

## Légende
Il y a de nombreuses années vivait Mendo de Azevedo, un jeune Portugais, d'origine noble mais sans fortune, qui, tombé en disgrâce, s'est enfui en Espagne à la recherche d'une nouvelle aventure. Là, il a rencontré une jeune femme très belle, riche et noble, de la famille des seigneurs de Yepes, connue dans tout La Marina sous le nom de D. Sol. 
Épris d'amour et déterminé à modifier sa vie, il projette de retourner au Portugal, récupérer sa fortune, rétablir sa réputation et épouser la belle jeune fille, mais quand il a demandé au Seigneur de Yepes, il a reçu un refus catégorique. Désorienté, il le suppliait, quelque chose qu'il n'avait jamais fait auparavant, suscitant la moquerie se faisant appelé chasseur de fortune. Avec une fierté blessée, D. Mendo partit, promettant de quitter ces terres, mais pas avant de dire au revoir à son grand amour. 
La nuit, dans le jardin, les deux se sont retrouvés, ce qui serait la dernière fois qu'ils se verraient. En larmes, D. Sol lui jura son amour, lui demandant de l'emmener avec lui, cependant D. Mendo répondit que ses noms seraient ternis et qu'il ne pourrait l'accepter. Ce n'est qu'avec le consentement de son père qu'ils pourraient vivre en paix. D. Mendo a alors décidé qu'il devait partir en guerre, gagner la gloire et la fortune, estimant qu'avec ces preuves d'amour et de bonne moralité, sa demande serait finalement approuvée. Entre baisers et câlins, D. Sol finit par être d'accord avec le plan, promettant qu'elle attendrait aussi longtemps qu'il le faudrait. 
D. Mendo de Azevedo suivit son plan et est allé en Afrique et est allé combattre les infidèles. Cependant, le seigneur de Yepes n'a pas perdu de temps et s'est arrangé comme mari pour sa fille, un noble, de Toscane, le capitaine D. Rodrigo Rocatti y Alvear. Quand la jeune D. Sol apprit la nouvelle, elle pleura amèrement, demanda la mort mille fois, chercha de l'aide pour s'échapper, mais ce fut en vain. Le jour du mariage vint et sans alternative, D. Sol dut se plier au projet de son père. 
Trois ou quatre ans passèrent et peu de choses changèrent. D. Sol, malgré son mariage, était toujours triste, attendant des nouvelles de son amant. Un jour, un homme sauvé d' Oran est arrivé au château avec d'innombrables histoires sur son temps en captivité. Parmi elles, il raconta l'histoire d'un noble portugais emprisonné dans une galère maure, qui avait parlé avec envie de sa patrie et de la bien-aimée qu'il avait laissée en Espagne. Surpris par la triste nouvelle, la jeune fille a demandé si c'était D. Mendo de Azevedo et s'il y avait un moyen de le sauver, ce à quoi l'homme a répondu que c'était la vraie raison de sa présence. La famille du noble portugais était ruinée et D. Mendo était trop fier pour demander de l'aide. Se sentant peiné pour son compagnon captif, l'homme s'était rendu jusqu'à la résidence de D. Sol pour demander de l'aide à la jeune fille. Ayant besoin de temps pour collecter le montant de la rançon, les deux sont convenus de se rencontrer en secret plus tard. 
Quelques jours plus tard, l'homme est retourné au château, où il a reçu une énorme somme d'argent, de bijoux et de vêtements. Cependant, au lieu de partir, il s'est ensuite rendu chez D. Rodrigo, à qui il a dénoncé la trahison de la jeune fille et son propre projet de se venger de D. Mendo, qu'il avait en fait connu en captivité mais qui le détestait profondément parce qu'il le menaçait de le frapper quand il doutait de la loyauté de D. Sol. Furieux, le seigneur de Rocatti y Alvear donna à l'homme un sac de pièces et fit emprisonner sa femme. 
Condamnée à mort, l'après-midi de son dernier jour, la jeune fille a demandé au geôlier la faveur de chercher quelqu'un pour la confession. Quand un moine est finalement arrivé, D. Sol a raconté toute son histoire, expliquant qu'elle n'avait fait cela que pour sauver le seul homme qu'il avait aimé. Après la confession, le moine qui avait toujours gardé le silence jusque-là, enleva sa capuche et révéla qu'il était D. Mendo. Tenant les mains de la jeune fille, il expliqua qu'il avait été fait prisonnier par les Maures et plus tard sauvé par les ordres du roi, mais à son retour, la belle jeune fille était déjà mariée. Se sentant brisé et sans but, le seul endroit où il a trouvé refuge était le couvent dominicain, vivant alors sous le nom de frère João da Cruz. Après moult larmes, D. Sol a avoué ne pas craindre le châtiment des hommes et qu'après l'avoir revu, elle était heureuse et enfin prête à mourir. Révolté, le moine dit qu'il ne peut consentir à une telle fin et va parler au seigneur du château. 
Après avoir intercédé pour la jeune fille et avoir été insulté à plusieurs reprises par D. Rodrigo, Frei João da Cruz a de nouveau demandé la clémence à la jeune fille, avouant finalement qui il était vraiment et qu'étant maintenant un homme entré dans les ordres, la menace de trahison ne serait pas réaliste. Sans tarder, se sentant méprisé et fou de rage, D. Rodrigo prit son épée et avec une méchanceté exquise il l'enfouit profondément dans le corps du jeune moine, puis se rendit à la prison où il tua D. Sol de la même manière. 
À la fin de la journée, le château était vide. Tous les serviteurs avaient fui le seigneur du château, qui, comme un spectre de l'enfer, rôdait dans les chambres avec son épée sanglante. Les cloches de toutes les églises et monastères ont commencé à sonner avec la triste nouvelle : « Ils ont tué Frei João da Cruz ! Ils ont tué Frei João da Cruz ! »,,, . 

## Hommages
A Melgaço, dans le donjon du Castelo de Melgaço, au cours du mois d'août, l'interprétation de la légende adaptée de Frei João da Cruz, au format musical, est représentée par le groupe de théâtre amateur « Os Simples » en collaboration avec l'association Comédias do Minho, dans le cadre de l'initiative « Lendas do Alto Minho », promue par la Communauté intercommunale d'Alto Minho. 